# Gran Premi d'Europa del 2002
El Gran Premi d'Europa de la temporada 2002 va ser disputat el 23 de juny del 2002, al circuit de Nürburgring.

## Resultats de la cursa
| Pos | No | Pilot                 | Equip              | Voltes | Temps/ Retirada  | Pos. de sortida | Punts |
| --- | -- | --------------------- | ------------------ | ------ | ---------------- | --------------- | ----- |
| 1   | 2  | Rubens Barrichello    | Ferrari            | 60     | 1h 35' 07. 426   | 4               | 10    |
| 2   | 1  | Michael Schumacher    | Ferrari            | 60     | + 0.294 s        | 3               | 6     |
| 3   | 4  | Kimi Räikkönen        | McLaren - Mercedes | 60     | + 46.435 s       | 6               | 4     |
| 4   | 5  | Ralf Schumacher       | Williams - BMW     | 60     | + 1' 06.963 min. | 2               | 3     |
| 5   | 15 | Jenson Button         | Renault            | 60     | + 1' 16.944 min. | 8               | 2     |
| 6   | 8  | Felipe Massa          | Sauber - Petronas  | 59     | + 1 Volta        | 11              | 1     |
| 7   | 7  | Nick Heidfeld         | Sauber - Petronas  | 59     | + 1 Volta        | 9               |       |
| 8   | 14 | Jarno Trulli          | Renault            | 59     | + 1 Volta        | 7               |       |
| 9   | 12 | Olivier Panis         | BAR - Honda        | 59     | + 1 Volta        | 12              |       |
| 10  | 17 | Pedro de la Rosa      | Jaguar - Cosworth  | 59     | + 1 Volta        | 16              |       |
| 11  | 21 | Enrique Bernoldi      | Arrows - Cosworth  | 59     | + 1 Volta        | 21              |       |
| 12  | 11 | Jacques Villeneuve    | BAR - Honda        | 59     | + 1 Volta        | 19              |       |
| 13  | 20 | Heinz-Harald Frentzen | Arrows - Cosworth  | 59     | + 1 Volta        | 15              |       |
| 14  | 25 | Allan McNish          | Toyota             | 59     | + 1 Volta        | 13              |       |
| 15  | 23 | Mark Webber           | Minardi - Asiatech | 58     | + 2 Voltes       | 20              |       |
| 16  | 10 | Takuma Sato           | Jordan - Honda     | 58     | + 2 Voltes       | 14              |       |
| Ret | 24 | Mika Salo             | Toyota             | 51     | Caixa Canvi      | 10              |       |
| Ret | 22 | Alex Yoong            | Minardi - Asiatech | 48     | Hidràulics       | 22              |       |
| Ret | 16 | Eddie Irvine          | Jaguar - Cosworth  | 41     | Hidràulics       | 17              |       |
| Ret | 6  | Juan Pablo Montoya    | Williams - BMW     | 27     | Col·lisió        | 1               |       |
| Ret | 3  | David Coulthard       | McLaren - Mercedes | 27     | Col·lisió        | 5               |       |
| Ret | 9  | Giancarlo Fisichella  | Jordan - Honda     | 26     | Col·lisió        | 18              |       |

## Altres
- Pole: Juan Pablo Montoya 1' 29. 906

- Volta ràpida: Michael Schumacher 1' 32. 226 (a la volta 26)